# Sevelinges
Sevelinges település Franciaországban, Loire megyében. Lakosainak száma 650 fő (2022. január 1.). Sevelinges Le Cergne, Cours, Cuinzier, La Gresle és Jarnosse községekkel határos.

## Népesség
A település népessége az elmúlt években az alábbi módon változott:
| Lakosok száma | 600  | 503  | 584  | 624  | 653  | 649  | 647  | 643  | 646  | 650  |
|               | 1968 | 1982 | 1990 | 2006 | 2013 | 2015 | 2017 | 2019 | 2020 | 2022 |